# Gorgosaurus
Gorgosaurus libratus · Gorgosaure
Vous lisez un « bon article » labellisé en 2024.
Genre
Espèce
Le gorgosaure, Gorgosaurus (ce qui signifie étymologiquement « lézard féroce »), est un genre fossile de dinosaures théropodes tyrannosauridés de la sous-famille des Albertosaurinae. Il vivait dans l'ouest de l'Amérique du Nord vers la fin du Crétacé supérieur, au Campanien, il y a entre 76,5 et 75 Ma avant notre ère. Des restes fossiles ont été trouvés dans la province canadienne de l'Alberta et aussi dans l'État américain du Montana. Les paléontologues ne reconnaissent que l'espèce type, Gorgosaurus libratus, bien que d'autres espèces aient été classées à tort dans ce genre.
Comme les tyrannosauridés les plus connus, Gorgosaurus était un prédateur bipède pesant un peu plus de deux tonnes à l'âge adulte, avec des dizaines de grandes dents pointues, les membres antérieurs relativement petits se terminant par deux doigts. Gorgosaurus était très étroitement lié à Albertosaurus et plus lointainement au plus grand tyrannosaure. Gorgosaurus et Albertosaurus sont extrêmement semblables, ne se distinguant que par des différences subtiles dans les dents et les os du crâne. Certains paléontologues considèrent G. libratus comme une espèce d’Albertosaurus, ce qui ferait de Gorgosaurus un synonyme plus récent de ce genre.
Gorgosaurus a vécu dans un environnement de plaines luxuriantes le long du bord d'une mer intérieure. Prédateur, il était au sommet de la chaîne alimentaire, et s'attaquait aux abondants cératopsidés et hadrosauridés. Dans certaines régions, Gorgosaurus coexistait avec un autre tyrannosauridé, Daspletosaurus. Ces animaux étaient à peu près de la même taille, mais il existe des preuves de différenciation de niche entre les deux. Gorgosaurus est le mieux représenté des tyrannosauridés par le nombre de fossiles puisqu'il est connu par des dizaines de spécimens. Ces restes abondants ont permis aux scientifiques d'étudier l'histoire de sa vie et d'autres aspects de sa biologie.

## Découverte et dénomination

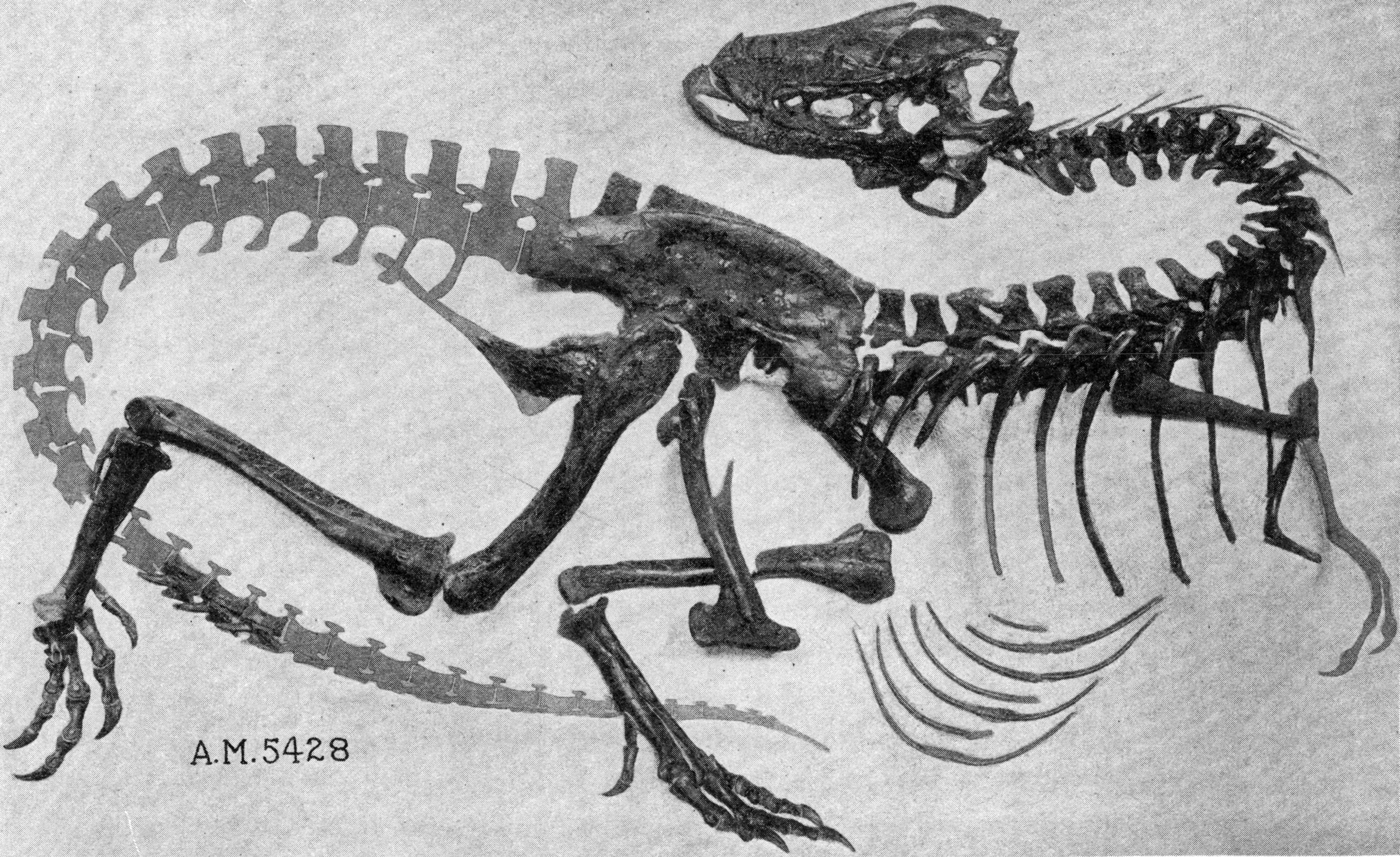
Le spécimen AMNH 5428 de Gorgosaurus libratus.

Gorgosaurus libratus a été décrit pour la première fois par Lawrence Lambe en 1914,,,. Son nom dérive du grec ancien γοργός / gorgós (« féroce », « terrible ») et σαῦρος / saûros (« lézard »). L'espèce type est G. libratus ; l'épithète spécifique « équilibré » est le participe passé du verbe latin librare.
L'holotype de Gorgosaurus libratus (NMC 2120) est un squelette presque complet découvert en 1913 par Charles Mortram Sternberg. Ce spécimen a été le premier tyrannosauridé trouvé avec une main complète. Il a été trouvé dans la Formation de Dinosaur Park dans l'Alberta et se trouve au Musée canadien de la nature à Ottawa. Les prospecteurs de l’American Museum of Natural History de New York s'activaient le long de la rivière Red Deer en Alberta au même moment, collectant des centaines de spécimens de dinosaures spectaculaires, dont quatre crânes complets de G. libratus, dont trois ont été associés à des squelettes. Matthieu et Brown ont décrit quatre de ces spécimens en 1923.

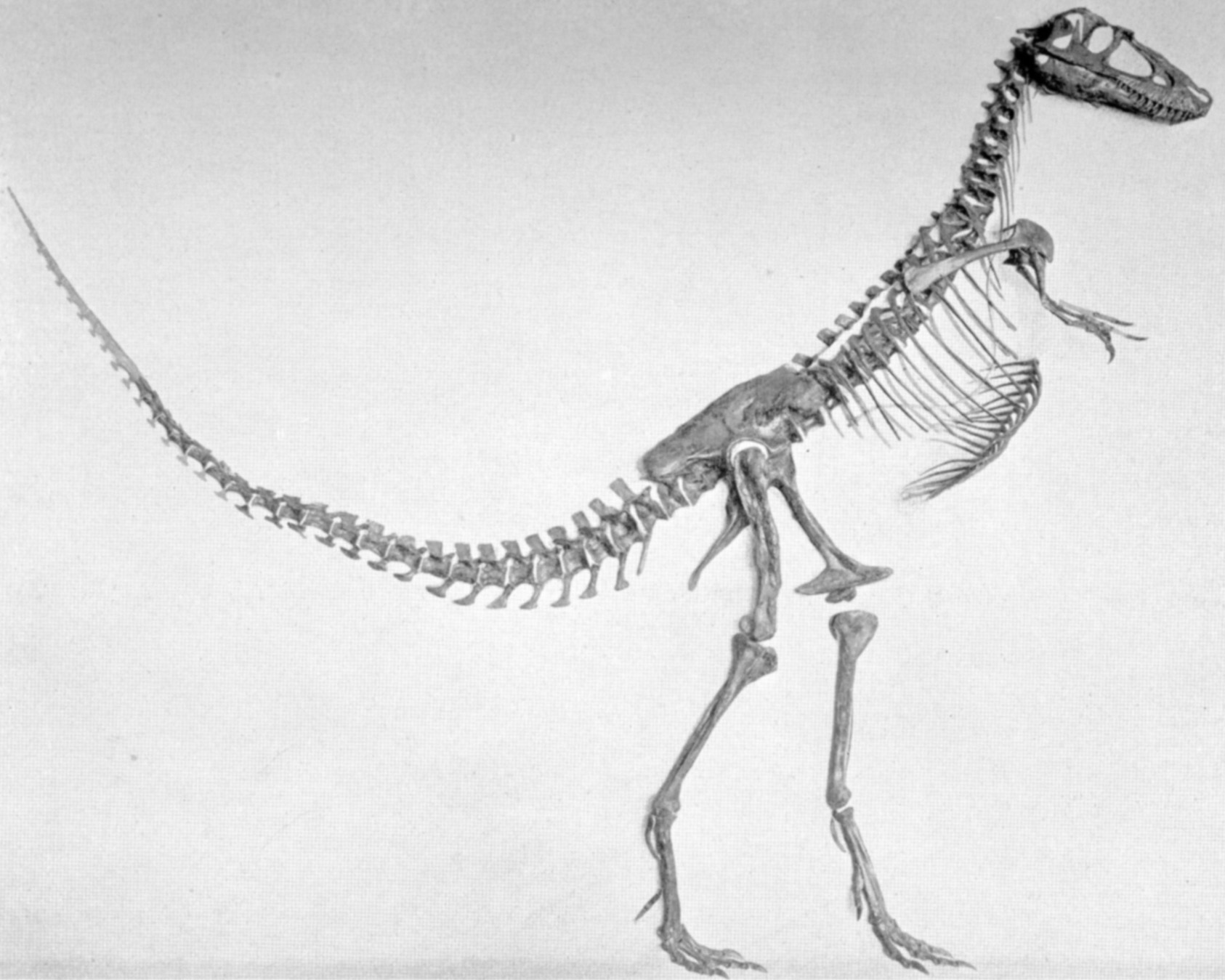
Spécimen type de Gorgosaurus sternbergi (AMNH 5664), maintenant considéré comme un jeune Gorgosaurus libratus.

Ils ont également décrit un cinquième squelette (AMNH 5664) découvert par Charles H. Sternberg en 1917 et vendu à leur musée. Ce squelette était plus petit que ceux des autres spécimens de Gorgosaurus, avec un crâne plus plat, plus petit et des membres proportionnellement plus longs. Ce spécimen avait aussi beaucoup de points de suture entre les os non fusionnés. Matthieu et Brown ont noté que ces traits étaient caractéristiques de jeunes tyrannosauridés mais ils l'ont décrit comme l'holotype d'une nouvelle espèce, G. sternbergi. Actuellement, les paléontologues considèrent ce spécimen comme un jeune G. libratus,. Des dizaines d'autres spécimens ont été découverts dans la Formation de Dinosaur Park et sont répartis dans des musées à travers les États-Unis et le Canada,. G. libratus est le tyrannosauridé représenté par le plus grand nombre de fossiles de pratiquement tous les âges,.

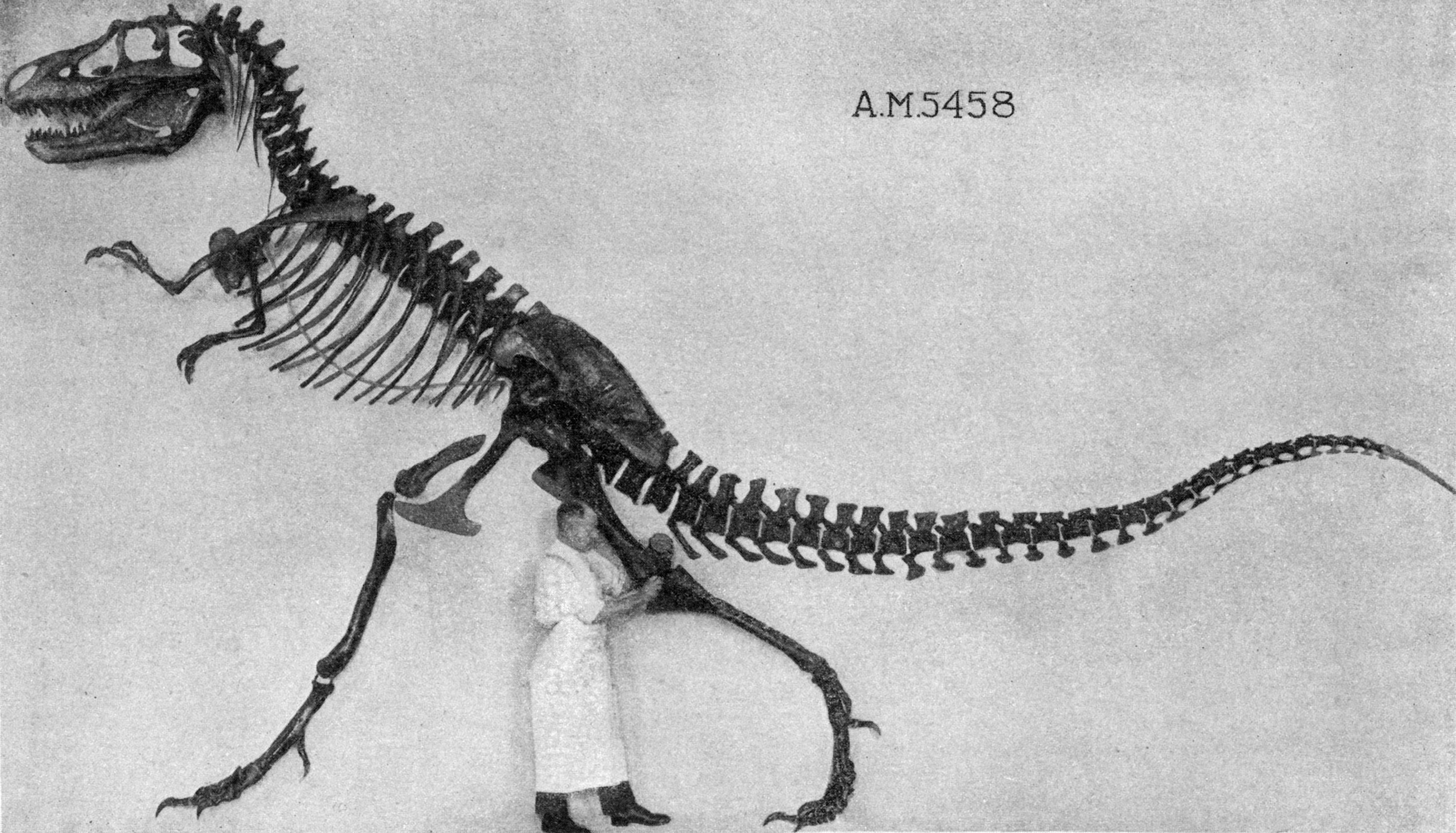
Gorgosaurus libratus spécimen (AMNH 5458).

En 1856, Joseph Leidy a décrit deux dents de prémaxillaires de tyrannosauridés découvertes au Montana. En l’absence d'indication supplémentaire sur l'animal, les dents étant grandes et robustes, Leidy a donné le nom de Deinodon à l'animal qui les portait. Matthieu et Brown ont fait remarquer en 1922 que ces dents étaient indifférenciables de celles des Gorgosaurus mais, en l'absence de restes du squelette de Deinodon, ont choisi de ne pas confondre les deux genres. Bien que les dents de Deinodon soient très similaires à celles de Gorgosaurus, les dents tyrannosaurides sont extrêmement semblables, de sorte qu'on ne peut pas dire avec certitude à quel animal elles appartenaient. Aujourd'hui, Deinodon est considéré comme un nomen dubium,. Plusieurs squelettes de tyrannosauridés de la Formation de Judith River au Montana appartiennent probablement à Gorgosaurus mais on ne sait pas avec certitude si elles appartiennent à G. libratus ou à une nouvelle espèce. Un spécimen découvert au Montana (TCMI 2001.89.1) et placé au Musée des enfants d'Indianapolis montre des signes de pathologies graves, dont des fractures de la jambe, des côtes et des vertèbres ressoudées, une ostéomyélite (infection osseuse) de l'extrémité de la mâchoire inférieure ayant entraîné la perte des dents permanentes et, éventuellement, une tumeur au cerveau,.
Plusieurs espèces ont été incorrectement attribuées au genre Gorgosaurus au XXe siècle. Un crâne complet d'un petit tyrannosauridé (Cleveland Museum of Natural History (en) (CMNH) 7541) trouvé dans les couches les plus superficielles donc les plus jeunes, datant de la fin du Maastrichtien, de la Formation de Hell Creek au Montana, a été nommé Gorgosaurus lancensis par Charles Whitney Gilmore en 1946. Ce spécimen a été rebaptisé Nanotyrannus par Bob Bakker en 1988. Aujourd'hui, la plupart des paléontologues considèrent Nanotyrannus comme un jeune Tyrannosaurus rex,. De même, Evgeny Maleev a créé les noms de Gorgosaurus lancinator et Gorgosaurus novojilovi pour deux petits spécimens de tyrannosauridés (PIN 553-1 et PIN 552-2) découverts dans la Formation de Nemegt en Mongolie en 1955. Ken Carpenter a renommé le petit spécimen Maleevosaurus novojilovi en 1992 , mais tous deux sont maintenant considérés comme de jeunes Tarbosaurus bataar,,.

## Description

Gorgosaurus libratus avec un humain à l'échelle.

Gorgosaurus était plus petit que Tyrannosaurus ou Tarbosaurus, plus proche par la taille d’Albertosaurus et de Daspletosaurus. Les adultes atteignaient 8 ou 9 mètres de long, du museau à la pointe de la queue,. Les paléontologues estiment que les adultes pesaient plus de 2,4 tonnes,. Le plus grand des crânes retrouvé mesure 99 centimètres de long, légèrement plus petit que celui de Daspletosaurus. Comme chez d'autres tyrannosauridés, le crâne était grand par rapport à la taille corporelle, mais les cavités dans les os du crâne et de grandes ouvertures (fenestrae) entre les os en réduisaient le poids. Albertosaurus et Gorgosaurus avaient des crânes proportionnellement plus longs et moins hauts que Daspletosaurus et les autres tyrannosauridés. Le bout du museau était émoussé et l'os nasal et les pariétaux étaient fusionnés le long de la ligne médiane du crâne, comme chez tous les autres membres de la famille. L'orbite était circulaire, plutôt que de forme ovale ou en forme de trou de serrure comme chez d'autres genres de tyrannosauridés. Une haute crête partait de l'os lacrymal au niveau de chaque œil, semblable à celle d’Albertosaurus et de Daspletosaurus. Des différences dans la forme des os entourant le cerveau permettent de différencier Gorgosaurus et Albertosaurus.

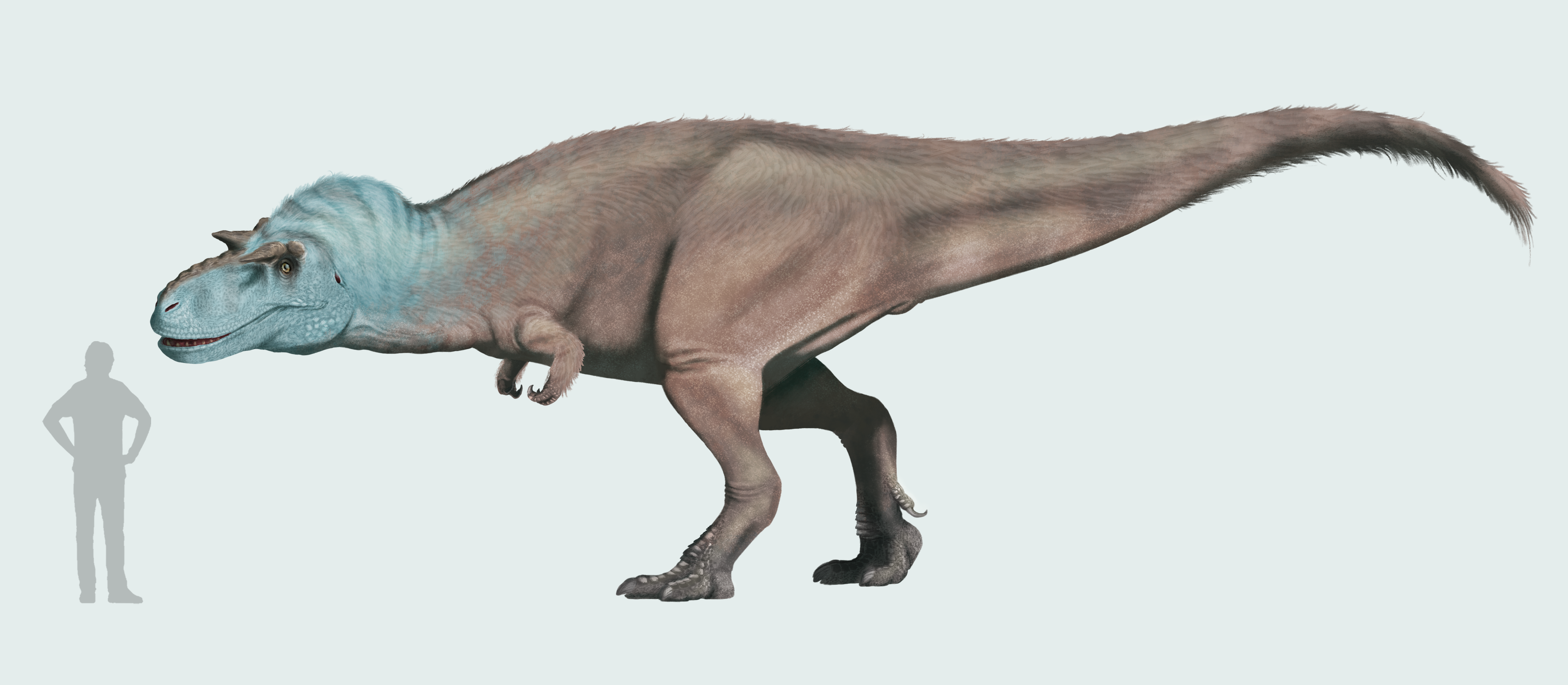
Reconstitution de Gorgosaurus.

Les dents de Gorgosaurus sont des dents typiques de tous les tyrannosauridés connus. Les huit dents des prémaxillaires à l'avant du museau sont plus petites que les autres, serrées et en forme de D en coupe transversale. Chez Gorgosaurus, la première dent du maxillaire supérieur avait le même aspect que les dents du prémaxillaire. Les autres dents étaient de section ovale, plutôt qu'en forme de lame comme chez la plupart des autres théropodes. En plus des huit dents des prémaxillaires, Gorgosaurus avait 26 à 30 dents sur les maxillaires et 30 à 34 dents sur les os dentaires de la mâchoire inférieure. Ce nombre de dents est similaire à celui d’Albertosaurus et de Daspletosaurus mais est inférieur à ceux de Tarbosaurus ou de Tyrannosaurus.
Gorgosaurus avait la même apparence générale que tous les autres tyrannosauridés. Sa tête massive était perchée sur un cou en forme de S. Contrairement à sa grosse tête, ses pattes avant étaient très petites. Les membres antérieurs n'avaient que deux doigts, même si un troisième métacarpien est retrouvé chez certains spécimens, vestige du troisième doigt retrouvé chez d'autres théropodes. Gorgosaurus avait quatre doigts à chaque patte postérieure, y compris un premier orteil petit et qui n'entrait pas en contact avec le sol. Les membres postérieurs des tyrannosauridés sont longs par rapport à la taille globale du corps en comparaison avec d'autres théropodes. Le plus long fémur connu de Gorgosaurus mesurait 105 centimètres de long. Chez plusieurs spécimens plus petits de Gorgosaurus, le tibia était plus long que le fémur, une proportion typique signe de déplacement rapide des animaux. Les deux os étaient d'égale longueur chez les plus gros spécimens. La longue et lourde queue servait de contrepoids à la tête et au torse et plaçait le centre de gravité sur les hanches.
En 2001, le paléontologue Phil Currie a découvert des empreintes de peau de l'holotype de G. libratus. La peau de Gorgosaurus était lisse, sans les écailles trouvées chez de nombreux autres dinosaures, et semblable à la peau sans plumes trouvée chez de grands oiseaux modernes. Des écailles sont présentes sur ce spécimen, mais elles seraient très dispersées, distantes les unes des autres et très petites. D'autres parcelles isolées de la peau du Gorgosaurus présentent des écailles plus denses et plus grandes, bien que relativement fines (plus petites que les écailles des hadrosauridés et à peu près aussi fines que celles d'un monstre de Gila). Aucun de ces spécimens n'a été associé à un os particulier ou à une zone corporelle spécifique. Dans l'Encyclopedia of Dinosaurs, Kenneth Carpenter souligne que des traces d'empreintes de peau de la queue du Gorgosaurus présentaient de petites écailles arrondies ou hexagonales similaires.

## Classification et systématique
|  | Albertosaurus |
|  |               |
|  | Gorgosaurus*  |
|  |               |

| void | Daspletosaurus                                                                   |
|      | Daspletosaurus                                                                   |
|      | \| void \| Tarbosaurus* \| \| \| Tarbosaurus* \| \| \| Tyrannosaurus \| \| \| \| |
|      |                                                                                  |
| void | Tarbosaurus*                                                                     |
|      | Tarbosaurus*                                                                     |
|      | Tyrannosaurus                                                                    |
|      |                                                                                  |

| void | Tarbosaurus*  |
|      | Tarbosaurus*  |
|      | Tyrannosaurus |
|      |               |

| void | Daspletosaurus                                                                   |
|      | Daspletosaurus                                                                   |
|      | \| void \| Tarbosaurus* \| \| \| Tarbosaurus* \| \| \| Tyrannosaurus \| \| \| \| |
|      |                                                                                  |
| void | Tarbosaurus*                                                                     |
|      | Tarbosaurus*                                                                     |
|      | Tyrannosaurus                                                                    |
|      |                                                                                  |

| void | Tarbosaurus*  |
|      | Tarbosaurus*  |
|      | Tyrannosaurus |
|      |               |

|  | Albertosaurus |
|  |               |
|  | Gorgosaurus*  |
|  |               |

| void | Daspletosaurus                                                                   |
|      | Daspletosaurus                                                                   |
|      | \| void \| Tarbosaurus* \| \| \| Tarbosaurus* \| \| \| Tyrannosaurus \| \| \| \| |
|      |                                                                                  |
| void | Tarbosaurus*                                                                     |
|      | Tarbosaurus*                                                                     |
|      | Tyrannosaurus                                                                    |
|      |                                                                                  |

| void | Tarbosaurus*  |
|      | Tarbosaurus*  |
|      | Tyrannosaurus |
|      |               |

| void | Daspletosaurus                                                                   |
|      | Daspletosaurus                                                                   |
|      | \| void \| Tarbosaurus* \| \| \| Tarbosaurus* \| \| \| Tyrannosaurus \| \| \| \| |
|      |                                                                                  |
| void | Tarbosaurus*                                                                     |
|      | Tarbosaurus*                                                                     |
|      | Tyrannosaurus                                                                    |
|      |                                                                                  |

| void | Tarbosaurus*  |
|      | Tarbosaurus*  |
|      | Tyrannosaurus |
|      |               |

*Note: Carr considère Gorgosaurus libratus comme une espèce d’Albertosaurus
 et Tarbosaurus bataar comme une espèce de Tyrannosaurus
|  | Albertosaurus |
|  |               |
|  | Gorgosaurus   |
|  |               |

| void | Daspletosaurus                                                             |
|      | Daspletosaurus                                                             |
|      | \| void \| Tarbosaurus \| \| \| Tarbosaurus \| \| \| Alioramus \| \| \| \| |
|      |                                                                            |
| void | Tarbosaurus                                                                |
|      | Tarbosaurus                                                                |
|      | Alioramus                                                                  |
|      |                                                                            |

| void | Tarbosaurus |
|      | Tarbosaurus |
|      | Alioramus   |
|      |             |

| void | Nanotyrannus  |
|      | Nanotyrannus  |
|      | Tyrannosaurus |
|      |               |

| void | Daspletosaurus                                                             |
|      | Daspletosaurus                                                             |
|      | \| void \| Tarbosaurus \| \| \| Tarbosaurus \| \| \| Alioramus \| \| \| \| |
|      |                                                                            |
| void | Tarbosaurus                                                                |
|      | Tarbosaurus                                                                |
|      | Alioramus                                                                  |
|      |                                                                            |

| void | Tarbosaurus |
|      | Tarbosaurus |
|      | Alioramus   |
|      |             |

| void | Nanotyrannus  |
|      | Nanotyrannus  |
|      | Tyrannosaurus |
|      |               |

|  | Albertosaurus |
|  |               |
|  | Gorgosaurus   |
|  |               |

| void | Daspletosaurus                                                             |
|      | Daspletosaurus                                                             |
|      | \| void \| Tarbosaurus \| \| \| Tarbosaurus \| \| \| Alioramus \| \| \| \| |
|      |                                                                            |
| void | Tarbosaurus                                                                |
|      | Tarbosaurus                                                                |
|      | Alioramus                                                                  |
|      |                                                                            |

| void | Tarbosaurus |
|      | Tarbosaurus |
|      | Alioramus   |
|      |             |

| void | Nanotyrannus  |
|      | Nanotyrannus  |
|      | Tyrannosaurus |
|      |               |

| void | Daspletosaurus                                                             |
|      | Daspletosaurus                                                             |
|      | \| void \| Tarbosaurus \| \| \| Tarbosaurus \| \| \| Alioramus \| \| \| \| |
|      |                                                                            |
| void | Tarbosaurus                                                                |
|      | Tarbosaurus                                                                |
|      | Alioramus                                                                  |
|      |                                                                            |

| void | Tarbosaurus |
|      | Tarbosaurus |
|      | Alioramus   |
|      |             |

| void | Nanotyrannus  |
|      | Nanotyrannus  |
|      | Tyrannosaurus |
|      |               |

Gorgosaurus est classé dans la sous-famille des Albertosaurinae dans la famille des Tyrannosauridae. Il est le plus étroitement apparenté à l’Albertosaurus un peu plus récent que lui. Ce sont les deux seuls genres d'albertosaurinés qui ont été décrits mais d'autres espèces encore inconnues peuvent exister. Appalachiosaurus a été décrit comme un genre primitif de la super-famille des Tyrannosauroidea mais en dehors de la famille des Tyrannosauridae alors que le paléontologue américain Thomas Holtz a publié une analyse phylogénétique en 2004 qui indiquait qu'il s'agissait d'un albertosauriné,. Plus récemment, des travaux inédits de Holtz sont revenus à l'évaluation initiale. Tous les autres genres de tyrannosauridés, comme Daspletosaurus, Tarbosaurus et Tyrannosaurus, sont classés dans la sous-famille des Tyrannosaurinae. Par rapport aux tyrannosaurinés, les albertosaurinés étaient plus élancés, avec des têtes proportionnellement plus petites et moins hautes et les os des jambes (tibia) et des pieds (métatarses et phalanges) plus longs,.
Les similitudes étroites entre Gorgosaurus libratus et Albertosaurus sarcophagus ont conduit de nombreux experts à les regrouper en un seul genre au fil des ans. Albertosaurus a été nommé en premier, donc, par convention, est prioritaire sur le nom, et Gorgosaurus est parfois considéré comme son synonyme junior. William Matthew et Diller Barnum Brown ont douté de la distinction entre les deux genres dès 1922. Gorgosaurus libratus a été officiellement réaffecté à Albertosaurus (sous le nom d’Albertosaurus libratus) par Dale Russell, en 1970 et de nombreux auteurs ultérieurs ont suivi son exemple,,. La combinaison des deux élargit considérablement la portée géographique et chronologique du genre Albertosaurus. D'autres experts maintiennent les deux genres séparés. Le paléontologue canadien Phil Currie affirme qu'il y a autant de différences anatomiques entre Albertosaurus et Gorgosaurus qu'il y en a entre Daspletosaurus et Tyrannosaurus, qui sont presque toujours séparés. Il note également que les tyrannosauridés non encore décrits découverts en Alaska, au Nouveau-Mexique et ailleurs en Amérique du Nord peuvent aider à clarifier la situation. Gregory S. Paul a suggéré que Gorgosaurus libratus est un ancêtre d'Albertosaurus sarcophagus.
Ci-dessous, la phylogénie des genres de tyrannosauridés d'après l'étude publié par Brusatte & Carr (2016) :
|  | Albertosaurus |
|  |               |
|  | Gorgosaurus   |
|  |               |

| Alioramini | \| \| Alioramus \| \| \| \| \| \| Qianzhousaurus \| \| \| \| |
|            | \| \| Alioramus \| \| \| \| \| \| Qianzhousaurus \| \| \| \| |
|            | Alioramus                                                    |
|            |                                                              |
|            | Qianzhousaurus                                               |
|            |                                                              |

|  | Alioramus      |
|  |                |
|  | Qianzhousaurus |
|  |                |

|  | Nanuqsaurus   |
|  |               |
|  | Teratophoneus |
|  |               |

|  | Zhuchengtyrannus                                              |
|  |                                                               |
|  | \| \| Tarbosaurus \| \| \| \| \| \| Tyrannosaurus \| \| \| \| |
|  |                                                               |
|  | Tarbosaurus                                                   |
|  |                                                               |
|  | Tyrannosaurus                                                 |
|  |                                                               |

|  | Tarbosaurus   |
|  |               |
|  | Tyrannosaurus |
|  |               |

|  | Zhuchengtyrannus                                              |
|  |                                                               |
|  | \| \| Tarbosaurus \| \| \| \| \| \| Tyrannosaurus \| \| \| \| |
|  |                                                               |
|  | Tarbosaurus                                                   |
|  |                                                               |
|  | Tyrannosaurus                                                 |
|  |                                                               |

|  | Tarbosaurus   |
|  |               |
|  | Tyrannosaurus |
|  |               |

|  | Zhuchengtyrannus                                              |
|  |                                                               |
|  | \| \| Tarbosaurus \| \| \| \| \| \| Tyrannosaurus \| \| \| \| |
|  |                                                               |
|  | Tarbosaurus                                                   |
|  |                                                               |
|  | Tyrannosaurus                                                 |
|  |                                                               |

|  | Tarbosaurus   |
|  |               |
|  | Tyrannosaurus |
|  |               |

|  | Zhuchengtyrannus                                              |
|  |                                                               |
|  | \| \| Tarbosaurus \| \| \| \| \| \| Tyrannosaurus \| \| \| \| |
|  |                                                               |
|  | Tarbosaurus                                                   |
|  |                                                               |
|  | Tyrannosaurus                                                 |
|  |                                                               |

|  | Tarbosaurus   |
|  |               |
|  | Tyrannosaurus |
|  |               |

|  | Nanuqsaurus   |
|  |               |
|  | Teratophoneus |
|  |               |

|  | Zhuchengtyrannus                                              |
|  |                                                               |
|  | \| \| Tarbosaurus \| \| \| \| \| \| Tyrannosaurus \| \| \| \| |
|  |                                                               |
|  | Tarbosaurus                                                   |
|  |                                                               |
|  | Tyrannosaurus                                                 |
|  |                                                               |

|  | Tarbosaurus   |
|  |               |
|  | Tyrannosaurus |
|  |               |

|  | Zhuchengtyrannus                                              |
|  |                                                               |
|  | \| \| Tarbosaurus \| \| \| \| \| \| Tyrannosaurus \| \| \| \| |
|  |                                                               |
|  | Tarbosaurus                                                   |
|  |                                                               |
|  | Tyrannosaurus                                                 |
|  |                                                               |

|  | Tarbosaurus   |
|  |               |
|  | Tyrannosaurus |
|  |               |

|  | Zhuchengtyrannus                                              |
|  |                                                               |
|  | \| \| Tarbosaurus \| \| \| \| \| \| Tyrannosaurus \| \| \| \| |
|  |                                                               |
|  | Tarbosaurus                                                   |
|  |                                                               |
|  | Tyrannosaurus                                                 |
|  |                                                               |

|  | Tarbosaurus   |
|  |               |
|  | Tyrannosaurus |
|  |               |

|  | Zhuchengtyrannus                                              |
|  |                                                               |
|  | \| \| Tarbosaurus \| \| \| \| \| \| Tyrannosaurus \| \| \| \| |
|  |                                                               |
|  | Tarbosaurus                                                   |
|  |                                                               |
|  | Tyrannosaurus                                                 |
|  |                                                               |

|  | Tarbosaurus   |
|  |               |
|  | Tyrannosaurus |
|  |               |

| Alioramini | \| \| Alioramus \| \| \| \| \| \| Qianzhousaurus \| \| \| \| |
|            | \| \| Alioramus \| \| \| \| \| \| Qianzhousaurus \| \| \| \| |
|            | Alioramus                                                    |
|            |                                                              |
|            | Qianzhousaurus                                               |
|            |                                                              |

|  | Alioramus      |
|  |                |
|  | Qianzhousaurus |
|  |                |

|  | Nanuqsaurus   |
|  |               |
|  | Teratophoneus |
|  |               |

|  | Zhuchengtyrannus                                              |
|  |                                                               |
|  | \| \| Tarbosaurus \| \| \| \| \| \| Tyrannosaurus \| \| \| \| |
|  |                                                               |
|  | Tarbosaurus                                                   |
|  |                                                               |
|  | Tyrannosaurus                                                 |
|  |                                                               |

|  | Tarbosaurus   |
|  |               |
|  | Tyrannosaurus |
|  |               |

|  | Zhuchengtyrannus                                              |
|  |                                                               |
|  | \| \| Tarbosaurus \| \| \| \| \| \| Tyrannosaurus \| \| \| \| |
|  |                                                               |
|  | Tarbosaurus                                                   |
|  |                                                               |
|  | Tyrannosaurus                                                 |
|  |                                                               |

|  | Tarbosaurus   |
|  |               |
|  | Tyrannosaurus |
|  |               |

|  | Zhuchengtyrannus                                              |
|  |                                                               |
|  | \| \| Tarbosaurus \| \| \| \| \| \| Tyrannosaurus \| \| \| \| |
|  |                                                               |
|  | Tarbosaurus                                                   |
|  |                                                               |
|  | Tyrannosaurus                                                 |
|  |                                                               |

|  | Tarbosaurus   |
|  |               |
|  | Tyrannosaurus |
|  |               |

|  | Zhuchengtyrannus                                              |
|  |                                                               |
|  | \| \| Tarbosaurus \| \| \| \| \| \| Tyrannosaurus \| \| \| \| |
|  |                                                               |
|  | Tarbosaurus                                                   |
|  |                                                               |
|  | Tyrannosaurus                                                 |
|  |                                                               |

|  | Tarbosaurus   |
|  |               |
|  | Tyrannosaurus |
|  |               |

|  | Nanuqsaurus   |
|  |               |
|  | Teratophoneus |
|  |               |

|  | Zhuchengtyrannus                                              |
|  |                                                               |
|  | \| \| Tarbosaurus \| \| \| \| \| \| Tyrannosaurus \| \| \| \| |
|  |                                                               |
|  | Tarbosaurus                                                   |
|  |                                                               |
|  | Tyrannosaurus                                                 |
|  |                                                               |

|  | Tarbosaurus   |
|  |               |
|  | Tyrannosaurus |
|  |               |

|  | Zhuchengtyrannus                                              |
|  |                                                               |
|  | \| \| Tarbosaurus \| \| \| \| \| \| Tyrannosaurus \| \| \| \| |
|  |                                                               |
|  | Tarbosaurus                                                   |
|  |                                                               |
|  | Tyrannosaurus                                                 |
|  |                                                               |

|  | Tarbosaurus   |
|  |               |
|  | Tyrannosaurus |
|  |               |

|  | Zhuchengtyrannus                                              |
|  |                                                               |
|  | \| \| Tarbosaurus \| \| \| \| \| \| Tyrannosaurus \| \| \| \| |
|  |                                                               |
|  | Tarbosaurus                                                   |
|  |                                                               |
|  | Tyrannosaurus                                                 |
|  |                                                               |

|  | Tarbosaurus   |
|  |               |
|  | Tyrannosaurus |
|  |               |

|  | Zhuchengtyrannus                                              |
|  |                                                               |
|  | \| \| Tarbosaurus \| \| \| \| \| \| Tyrannosaurus \| \| \| \| |
|  |                                                               |
|  | Tarbosaurus                                                   |
|  |                                                               |
|  | Tyrannosaurus                                                 |
|  |                                                               |

|  | Tarbosaurus   |
|  |               |
|  | Tyrannosaurus |
|  |               |

|  | Albertosaurus |
|  |               |
|  | Gorgosaurus   |
|  |               |

| Alioramini | \| \| Alioramus \| \| \| \| \| \| Qianzhousaurus \| \| \| \| |
|            | \| \| Alioramus \| \| \| \| \| \| Qianzhousaurus \| \| \| \| |
|            | Alioramus                                                    |
|            |                                                              |
|            | Qianzhousaurus                                               |
|            |                                                              |

|  | Alioramus      |
|  |                |
|  | Qianzhousaurus |
|  |                |

|  | Nanuqsaurus   |
|  |               |
|  | Teratophoneus |
|  |               |

|  | Zhuchengtyrannus                                              |
|  |                                                               |
|  | \| \| Tarbosaurus \| \| \| \| \| \| Tyrannosaurus \| \| \| \| |
|  |                                                               |
|  | Tarbosaurus                                                   |
|  |                                                               |
|  | Tyrannosaurus                                                 |
|  |                                                               |

|  | Tarbosaurus   |
|  |               |
|  | Tyrannosaurus |
|  |               |

|  | Zhuchengtyrannus                                              |
|  |                                                               |
|  | \| \| Tarbosaurus \| \| \| \| \| \| Tyrannosaurus \| \| \| \| |
|  |                                                               |
|  | Tarbosaurus                                                   |
|  |                                                               |
|  | Tyrannosaurus                                                 |
|  |                                                               |

|  | Tarbosaurus   |
|  |               |
|  | Tyrannosaurus |
|  |               |

|  | Zhuchengtyrannus                                              |
|  |                                                               |
|  | \| \| Tarbosaurus \| \| \| \| \| \| Tyrannosaurus \| \| \| \| |
|  |                                                               |
|  | Tarbosaurus                                                   |
|  |                                                               |
|  | Tyrannosaurus                                                 |
|  |                                                               |

|  | Tarbosaurus   |
|  |               |
|  | Tyrannosaurus |
|  |               |

|  | Zhuchengtyrannus                                              |
|  |                                                               |
|  | \| \| Tarbosaurus \| \| \| \| \| \| Tyrannosaurus \| \| \| \| |
|  |                                                               |
|  | Tarbosaurus                                                   |
|  |                                                               |
|  | Tyrannosaurus                                                 |
|  |                                                               |

|  | Tarbosaurus   |
|  |               |
|  | Tyrannosaurus |
|  |               |

|  | Nanuqsaurus   |
|  |               |
|  | Teratophoneus |
|  |               |

|  | Zhuchengtyrannus                                              |
|  |                                                               |
|  | \| \| Tarbosaurus \| \| \| \| \| \| Tyrannosaurus \| \| \| \| |
|  |                                                               |
|  | Tarbosaurus                                                   |
|  |                                                               |
|  | Tyrannosaurus                                                 |
|  |                                                               |

|  | Tarbosaurus   |
|  |               |
|  | Tyrannosaurus |
|  |               |

|  | Zhuchengtyrannus                                              |
|  |                                                               |
|  | \| \| Tarbosaurus \| \| \| \| \| \| Tyrannosaurus \| \| \| \| |
|  |                                                               |
|  | Tarbosaurus                                                   |
|  |                                                               |
|  | Tyrannosaurus                                                 |
|  |                                                               |

|  | Tarbosaurus   |
|  |               |
|  | Tyrannosaurus |
|  |               |

|  | Zhuchengtyrannus                                              |
|  |                                                               |
|  | \| \| Tarbosaurus \| \| \| \| \| \| Tyrannosaurus \| \| \| \| |
|  |                                                               |
|  | Tarbosaurus                                                   |
|  |                                                               |
|  | Tyrannosaurus                                                 |
|  |                                                               |

|  | Tarbosaurus   |
|  |               |
|  | Tyrannosaurus |
|  |               |

|  | Zhuchengtyrannus                                              |
|  |                                                               |
|  | \| \| Tarbosaurus \| \| \| \| \| \| Tyrannosaurus \| \| \| \| |
|  |                                                               |
|  | Tarbosaurus                                                   |
|  |                                                               |
|  | Tyrannosaurus                                                 |
|  |                                                               |

|  | Tarbosaurus   |
|  |               |
|  | Tyrannosaurus |
|  |               |

| Alioramini | \| \| Alioramus \| \| \| \| \| \| Qianzhousaurus \| \| \| \| |
|            | \| \| Alioramus \| \| \| \| \| \| Qianzhousaurus \| \| \| \| |
|            | Alioramus                                                    |
|            |                                                              |
|            | Qianzhousaurus                                               |
|            |                                                              |

|  | Alioramus      |
|  |                |
|  | Qianzhousaurus |
|  |                |

|  | Nanuqsaurus   |
|  |               |
|  | Teratophoneus |
|  |               |

|  | Zhuchengtyrannus                                              |
|  |                                                               |
|  | \| \| Tarbosaurus \| \| \| \| \| \| Tyrannosaurus \| \| \| \| |
|  |                                                               |
|  | Tarbosaurus                                                   |
|  |                                                               |
|  | Tyrannosaurus                                                 |
|  |                                                               |

|  | Tarbosaurus   |
|  |               |
|  | Tyrannosaurus |
|  |               |

|  | Zhuchengtyrannus                                              |
|  |                                                               |
|  | \| \| Tarbosaurus \| \| \| \| \| \| Tyrannosaurus \| \| \| \| |
|  |                                                               |
|  | Tarbosaurus                                                   |
|  |                                                               |
|  | Tyrannosaurus                                                 |
|  |                                                               |

|  | Tarbosaurus   |
|  |               |
|  | Tyrannosaurus |
|  |               |

|  | Zhuchengtyrannus                                              |
|  |                                                               |
|  | \| \| Tarbosaurus \| \| \| \| \| \| Tyrannosaurus \| \| \| \| |
|  |                                                               |
|  | Tarbosaurus                                                   |
|  |                                                               |
|  | Tyrannosaurus                                                 |
|  |                                                               |

|  | Tarbosaurus   |
|  |               |
|  | Tyrannosaurus |
|  |               |

|  | Zhuchengtyrannus                                              |
|  |                                                               |
|  | \| \| Tarbosaurus \| \| \| \| \| \| Tyrannosaurus \| \| \| \| |
|  |                                                               |
|  | Tarbosaurus                                                   |
|  |                                                               |
|  | Tyrannosaurus                                                 |
|  |                                                               |

|  | Tarbosaurus   |
|  |               |
|  | Tyrannosaurus |
|  |               |

|  | Nanuqsaurus   |
|  |               |
|  | Teratophoneus |
|  |               |

|  | Zhuchengtyrannus                                              |
|  |                                                               |
|  | \| \| Tarbosaurus \| \| \| \| \| \| Tyrannosaurus \| \| \| \| |
|  |                                                               |
|  | Tarbosaurus                                                   |
|  |                                                               |
|  | Tyrannosaurus                                                 |
|  |                                                               |

|  | Tarbosaurus   |
|  |               |
|  | Tyrannosaurus |
|  |               |

|  | Zhuchengtyrannus                                              |
|  |                                                               |
|  | \| \| Tarbosaurus \| \| \| \| \| \| Tyrannosaurus \| \| \| \| |
|  |                                                               |
|  | Tarbosaurus                                                   |
|  |                                                               |
|  | Tyrannosaurus                                                 |
|  |                                                               |

|  | Tarbosaurus   |
|  |               |
|  | Tyrannosaurus |
|  |               |

|  | Zhuchengtyrannus                                              |
|  |                                                               |
|  | \| \| Tarbosaurus \| \| \| \| \| \| Tyrannosaurus \| \| \| \| |
|  |                                                               |
|  | Tarbosaurus                                                   |
|  |                                                               |
|  | Tyrannosaurus                                                 |
|  |                                                               |

|  | Tarbosaurus   |
|  |               |
|  | Tyrannosaurus |
|  |               |

|  | Zhuchengtyrannus                                              |
|  |                                                               |
|  | \| \| Tarbosaurus \| \| \| \| \| \| Tyrannosaurus \| \| \| \| |
|  |                                                               |
|  | Tarbosaurus                                                   |
|  |                                                               |
|  | Tyrannosaurus                                                 |
|  |                                                               |

|  | Tarbosaurus   |
|  |               |
|  | Tyrannosaurus |
|  |               |

## Paléobiologie

### Coexistence avecDaspletosaurus

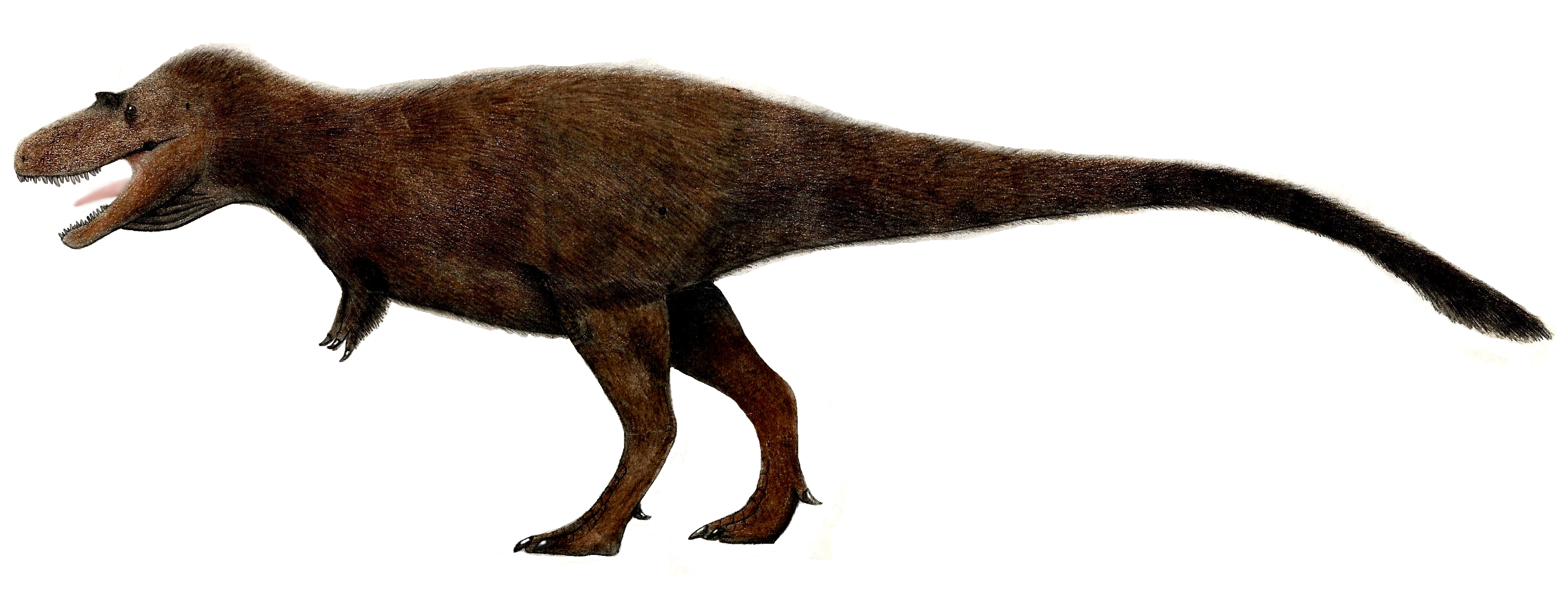
Reconstitution de Gorgosaurus.

Dans la Formation de Dinosaur Park, Gorgosaurus a vécu aux côtés d'un genre rare de tyrannosauriné : Daspletosaurus. C'est l'un des rares exemples de coexistence de deux genres de tyrannosaures. Dans les livres sur les prédateurs modernes, les prédateurs de taille semblable sont séparés en différentes niches écologiques par des différences anatomiques, comportementales ou géographiques qui limitent la concurrence. Cette séparation en niche entre les tyrannosauridés de Dinosaur Park n'est pas bien comprise. En 1970, Dale Russell a émis hypothèse que Gorgosaurus, plus abondant, devait chasser activement les agiles hadrosaures, tandis que les plus rares cératopsiens et les plus difficiles à chasser ankylosaures (dinosaures à cornes et lourdement blindés) étaient laissés aux Daspletosaurus plus lourdement construits. Cependant, un spécimen de Daspletosaurus (OTM 200) de la formation de Two Medicine au Montana datant de la même époque conserve les restes d'un jeune hadrosaure digéré dans sa cavité abdominale, et un autre endroit du site contient les restes de trois Daspletosaurus avec les restes d'au moins cinq hadrosaures,.

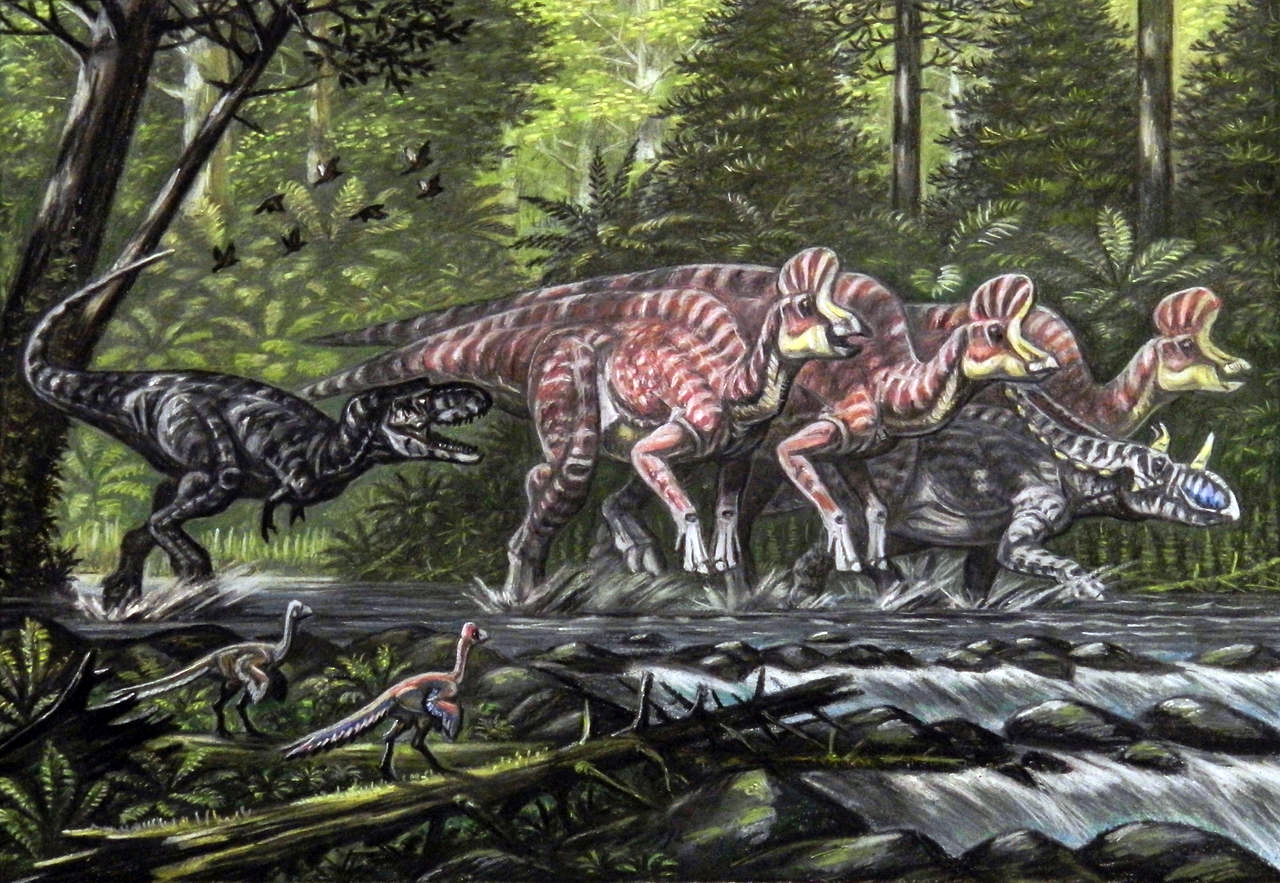
Gorgosaurus chassant des Corythosaurus et un Chasmosaurus.

Contrairement à certains autres groupes de dinosaures, aucun des deux genres n'était proportionnellement plus abondant par rapport à l'autre dans un étage que dans un autre. Toutefois, Gorgosaurus apparaît plus fréquent dans les formations du Nord comme la Formation de Dinosaur Park, alors que Daspletosaurus est plus abondant au sud. La même situation est retrouvée chez d'autres groupes de dinosaures. Des cératopsiens (chasmosaurinés) en grand nombre comme Pentaceratops, Styracosaurus, Centrosaurus et Vagaceratops, on trouvait aussi des Centrosaurinae comme Monoclonius et de petit cératopsiens comme Leptoceratops; ainsi que des hadrosaures hadrosaurinés sont également plus fréquents dans la formation de Two Medecine au Montana et dans le sud-ouest de l'Amérique du Nord au Campanien, tandis que les centrosaurinés et les lambéosaurinés comme Parasaurolophus, Lambeosaurus, Prosaurolophus, Hypacrosaurus ou Corythosaurus prédominaient dans les latitudes septentrionales. Holtz a proposé que ce fait montre qu'il existait des préférences écologiques communes entre tyrannosaurinés, chasmosaurinés et hadrosaurines. À la fin de l'étage suivant, au Maastrichtien, les tyrannosaurinés comme Tyrannosaurus rex, les hadrosaurinés comme Edmontosaurus et les chasmosaurinés comme Triceratops étaient répandus dans tout l'Ouest de l’Amérique du Nord, tandis que les albertosaurinés et les centrosaurinés s'étaient éteints et les lambéosaurinés étaient devenus rares. Le Gorgosaurus coexistait avec des petit carnivores comme le Troodon, Saurornitholestes, Richardoestesia et Stenonychosaurus. De nombreux dinosaures bipèdes de plus petite taille et herbivores coexistaient avec Gorgosaurus, c'est le cas de Stegoceras un membre de la famille des Pachycephalosauridae, ou des dinosaures dit dinosaures autruches comme Struthiomimus, Chirostenotes, Caenagnathus et un petit dinosaure décrit en 2013 nommé Leptorhynchos. Il y avait aussi des représentants de l'Infra-ordre des Ankylosauria représentés par Edmontonia, Euoplocephalus et Panoplosaurus. Mais mis à part les dinosaures les paléontologues ont mis au jour de nombreuses tortues comme Adocus; des Crocodilia comme Champsosaurus et des ptérosaures comme Cryodrakon. Il y avait aussi des oiseaux, de petits mammifères (Multituberculata, Metatheria et Eutheria), mais aussi des poissons comme des Enchodus. Des invertébrés ont aussi été découvert, il s'agit essentiellement de Gastropoda et de Bivalvia d'eau douce.

### Vie

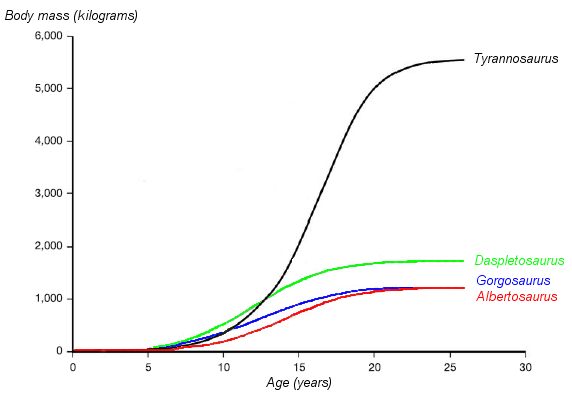
Graphique montrant les courbes de croissance hypothétique (masse corporelle en fonction de l'âge) de quatre tyrannosauridés. Gorgosaurus est représenté en bleu. D'après Erickson et al. (2004).

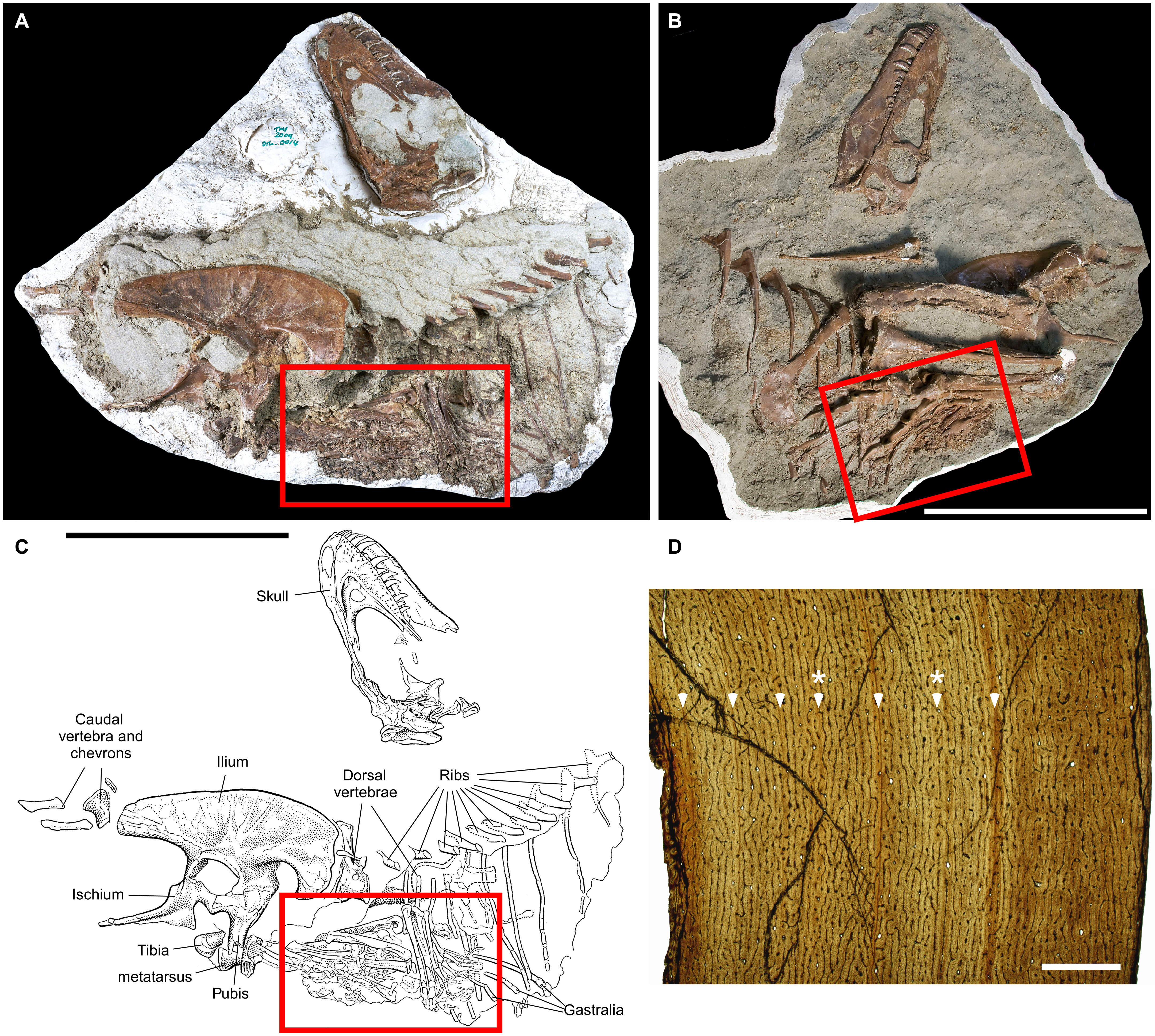
Un juvénile de Gorgosaurus libratus s'est nourri de Citipes elegans comme le révèle le contenu de son estomac.

Le paléontologue américain Gregory M. Erickson (d) a étudié la croissance et l'histoire de la vie des tyrannosauridés en utilisant l'histologie osseuse, qui permet de déterminer à quel âge un spécimen est mort. On a pu ainsi tracer une courbe de croissance avec l'âge des différents individus en fonction de la taille. Les tyrannosauridés grandissaient tout au long de leur vie, mais connaissaient une poussée de croissance énorme pendant environ quatre ans, après une phase prolongée juvénile. La maturité sexuelle pourrait s'être située à la fin de cette phase de croissance rapide, après quoi la croissance se ralentissait considérablement chez les animaux adultes. En examinant cinq spécimens de Gorgosaurus de différentes tailles, Erickson a calculé une vitesse annuelle de croissance maximale d'environ 110 kg pendant la phase de croissance rapide, plus lente que chez les tyrannosaurinés comme Daspletosaurus et Tyrannosaurus mais comparable à celle d’Albertosaurus.

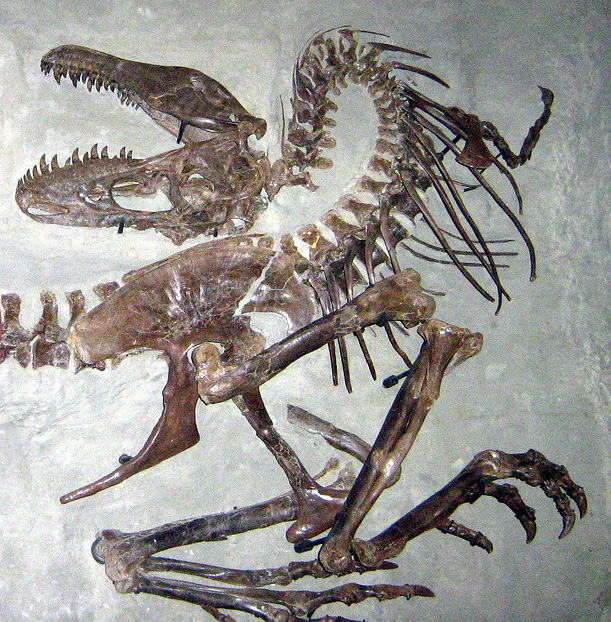
Spécimen de Gorgosaurus en pose mortuaire, Musée royal Tyrrell de paléontologie.

Les Gorgosaurus passaient la moitié de leur vie dans la phase juvénile avant d'atteindre leur taille quasi-maximale en seulement quelques années. Ceci, avec l'absence totale de prédateurs de taille intermédiaire entre énormes tyrannosauridés adultes et les autres petits théropodes, laisse à penser que ce créneau peut avoir été occupé par de jeunes tyrannosauridés. Cela se voit chez les actuels dragons de Komodo où les nouveau-nés commencent leur vie comme insectivores arboricoles et grandissent lentement pour devenir d'importants prédateurs capables de tuer de grands vertébrés. On sait que des squelettes d'autres tyrannosauridés, comme Albertosaurus, ont été retrouvés en groupe ce qui suggère qu'ils vivaient en groupe d'âges différents mais il n'existe aucune preuve d'un comportement grégaire chez Gorgosaurus,.
Superprédateur, il s'attaque principalement à de grands herbivores, tels que les cératopsiens et les hadrosaures. La découverte d'os de membres postérieurs de deux jeunes  Citipes (en) (petit théropode de la famille des caenagnathidés) dans le contenu stomacal d'un juvénile de Gorgosaurus libratus suggère l'adaptabilité de son régime alimentaire en fonction de son âge : le jeune Gorgosaurus, chasseur agile, privilégiant les proies de petite taille, le Gorgosaurus adulte ciblant de grands herbivores. Cette adaptabilité « aurait été un élément clé de la réussite évolutive des tyrannosaures. En occupant différentes niches écologiques tout au long de leur vie, ces prédateurs auraient en effet pu maximiser l’utilisation des ressources de leurs écosystèmes sans laisser de place à d’autres espèces concurrentes. »[réf. nécessaire]

### Paléopathologie
Plusieurs pathologies ont été identifiées chez l'holotype NMC 2120 de Gorgosaurus libratus. Il s'agit notamment de fractures consolidées de la troisième côte thoracique droite ainsi que des treizième et quatorzième gastralia (côtes abdominales de certains dinosaures) et du péroné gauche. Son quatrième métatarsien gauche porte des exostoses rugueuses dans son milieu et son extrémité. La troisième phalange du troisième orteil droit est déformée, comme la griffe du doigt qui a été décrite comme « assez petite et difforme ». Les trois lésions peuvent avoir été provoquées par une seule rencontre avec un autre dinosaure.
Le spécimen TMP94.12.602 présente lui aussi de multiples pathologies. Il a une fracture de 10 cm de long au milieu de la diaphyse du péroné droit. De nombreuses côtes portent des séquelles de fractures. Le spécimen a une pseudarthrose des gastralia. On observe aussi des traces de lésions d'une morsure au visage avec des traces de cicatrisation ce qui prouve que les blessures ont été faites avant la mort de l'animal.
TMP91.36.500 est un autre Gorgosaurus présentant des traces de morsures au visage, mais aussi une fracture entièrement consolidée au péroné droit. Il a également une fracture guérie du dentaire et ce que les auteurs décrivent comme « une hyperostose en champignon d'une phalange du pied droit ». Selon Ralph Molnar, ce type de pathologie peut être rapprochée de celle affectant un ornithomimidé non identifié chez qui a été découverte une excroissance similaire sur un orteil.
Un autre spécimen a une fracture mal cicatrisée du péroné droit qui a laissé une grande callosité sur l'os. Dans une étude effectuée en 2001 par Bruce M. Rothschild (d) et d'autres paléontologues, 54 os du pied de Gorgosaurus ont été examinés pour rechercher des signes de fracture de fatigue mais aucune n'a été retrouvée,.

## Paléoécologie

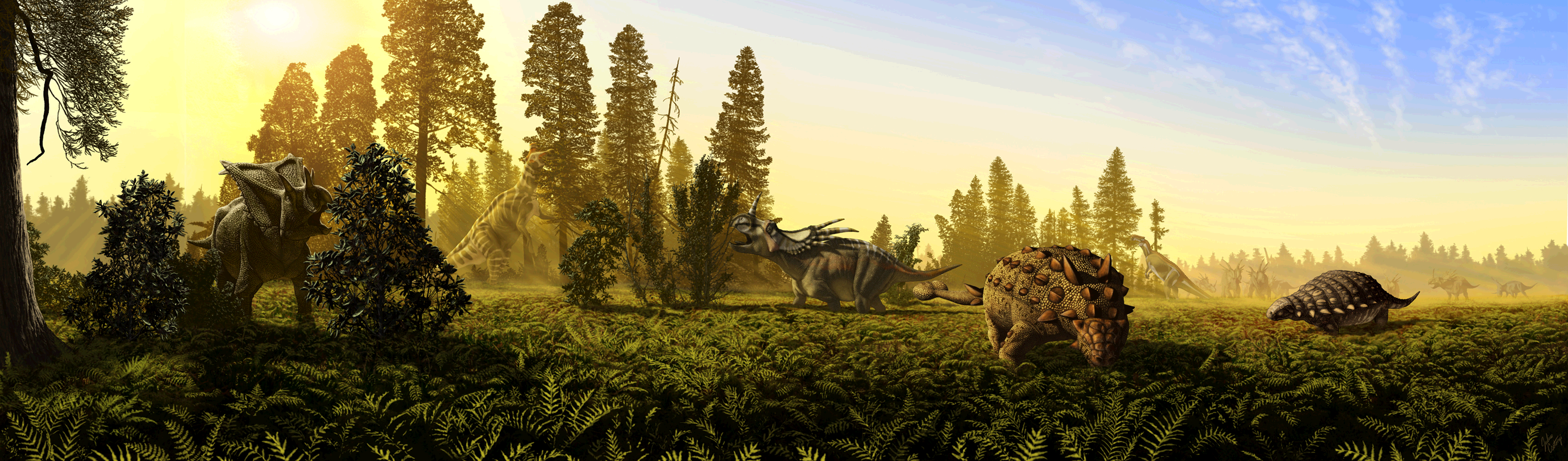
Reconstitution de ce à quoi aurait pu ressembler Dinosaur park lors du Campanien d'après J.T. Csotonyi.

Tous les spécimens connus de Gorgosaurus libratus sont issus de la Formation de Dinosaur Park, en Alberta. Cette formation remonte au milieu du Campanien, il y a entre 76,5 et 74,8 millions d'années. À cette époque, la région était une plaine en bordure ouest de la Voie maritime intérieure de l'Ouest qui divisait l'Amérique du Nord en son milieu. L'orogenèse laramienne avait commencé à édifier les montagnes Rocheuses à l'ouest, montagnes d'où descendaient de grands fleuves qui ont déposé des sédiments dans les vastes plaines inondables situées sur l'ancien littoral,. Le climat était subtropical, avec des saisons marquées et des périodes de sécheresse importantes aboutissant parfois à une mortalité élevée dans les grands troupeaux de dinosaures, comme on en a retrouvé dans les nombreux gisements de la Formation de Dinosaur Park. Des conifères formaient le couvert forestier, tandis que les sous-bois étaient composés de fougères, de fougères arborescentes et d'angiospermes. Il y a environ 73 millions d'années, la voie maritime a commencé à s'étendre, envahissant les zones anciennement au-dessus du niveau de la mer et noyant l'écosystème de Dinosaur Park. Cette avancée qui ira du cercle arctique jusqu'au golfe du Mexique donnera la mer de Bearpaw qui a laissé les schistes de la Formation de Bearpaw.

## Dans la culture populaire
Gorgosaurus est assez connu comme faisant partie de la famille des tyrannosaures, presque toujours les plus grands prédateurs de leurs écosystèmes respectifs, occupant ainsi le sommet de la chaîne alimentaire ; il apparaît dans plusieurs médias.

### Films et téléfilms
- Le film Sur la terre des dinosaures (2013), adapté de la série documentaire éponyme met en scène comme protagonistes principaux des gorgosaures, que les protagonistes, des pachyrhinosaures, affrontent. L'un d'eux est responsable de la mort du père du héros, Patchi, et un autre (ou bien le même ?), le chef d'un groupe, a le bras gauche brisé par le protagoniste vers la fin du film en plus d'une dent arrachée, l'élément déclencheur de l'histoire du film[42].
- Dans le téléfilm La Marche des Dinosaures (2011), l'un des dinosaures principaux est un gorgosaure mâle dominant la forêt du nord d’où partent les edmontosaures, dont Oscar, l'un des deux protagonistes de l'histoire, avec Patch, un troodon mâle, qui habite ladite forêt où il est le prédateur dominant. Bien qu'étant l'un des deux antagonistes majeur de l'histoire, avec un albertosaure mâle, il reste presque durant tout le film en retrait dans son repaire à cause d'une blessure faite par un troodon avant l'hiver et se fait mortellement blesser par un ankylosaure (plus précisément un Edmontonia) alors qu'il était presque remis de sa première blessure[43].

### Jeux vidéo
- Dans Jurassic World le jeu, sur Android, il est possible de créer des gorgosaures, c'est un dinosaure premium légendaire qui se débloque via un évènement lui étant dédié, il est possible de le fusionner avec un Kaprosuchus pour créer un  hybride : le « Gorgosushus »[44].
- Gorgosaurus est présent dans le jeu mobile Jurassic World Alive, où il est aussi possible de créer le « Gorgosushus »[44].
- Gorgosaurus apparaît dans l'univers de Dinosaur King mais pas dans la série éponyme d'où elle est tirée.[réf. souhaitée]